# Teramo Calcio 1988-1989
Questa pagina raccoglie le informazioni riguardanti il Teramo Calcio nelle competizioni ufficiali della stagione 1988-1989.

## Rosa
| N. |                   | Ruolo | Calciatore           |
| -- | ----------------- | ----- | -------------------- |
|    | Italia (bandiera) | P     | Vinicio Bisioli      |
|    | Italia (bandiera) | A     | Pier Luigi Cecchini  |
|    | Italia (bandiera) |       | Consorte             |
|    | Italia (bandiera) | C     | Giovannio Cusatis    |
|    | Italia (bandiera) | D     | Carlo De Gregorio    |
|    | Italia (bandiera) | D     | Ercole D'Eustacchio  |
|    | Italia (bandiera) | A     | Alberto Diodicibus   |
|    | Italia (bandiera) |       | Di Pietro            |
|    | Italia (bandiera) | C     | Pietro Di Trapano    |
|    | Italia (bandiera) |       | Ercoli               |
|    | Italia (bandiera) | D     | Massimiliano Ferrara |
|    | Italia (bandiera) | C     | Valerio Gazzani      |
|    | Italia (bandiera) |       | Iachini              |

| N. |                   | Ruolo | Calciatore         |
| -- | ----------------- | ----- | ------------------ |
|    | Italia (bandiera) | A     | Antonio Iannetti   |
|    | Italia (bandiera) |       | Mannarelli         |
|    | Italia (bandiera) | A     | Alessandro Matone  |
|    | Italia (bandiera) | C     | Mirko Mazzagatti   |
|    | Italia (bandiera) | C     | Stefano Pauselli   |
|    | Italia (bandiera) | C     | Francesco Raggi    |
|    | Italia (bandiera) |       | Ricci              |
|    | Italia (bandiera) | D     | Maurizio Sacchi    |
|    | Italia (bandiera) | P     | Pietro Santinelli  |
|    | Italia (bandiera) | D     | Paolo Scotti       |
|    | Italia (bandiera) | D     | Domenico Tanzi     |
|    | Italia (bandiera) | A     | Cristian Valentini |

## Risultati

### Campionato

#### Girone di andata
| 11 settembre 1988 1ª giornata | Chieti | 0 – 1 | Teramo |  |

| 18 settembre 1988 2ª giornata | Teramo | 0 – 2 | Fidelis Andria |  |

| 25 settembre 1988 3ª giornata | Fano | 0 – 1 | Teramo |  |

| 2 ottobre 1988 4ª giornata | Teramo | 1 – 1 | Gubbio |  |

| 9 ottobre 1988 5ª giornata | Trani | 1 – 0 | Teramo |  |

| 16 ottobre 1988 6ª giornata | Teramo | 2 – 1 | Potenza |  |

| 23 ottobre 1988 7ª giornata | Celano | 1 – 0 | Teramo |  |

| 30 ottobre 1988 8ª giornata | Teramo | 0 – 0 | Lanciano |  |

| 6 novembre 1988 9ª giornata | Teramo | 1 – 0 | Riccione |  |

| 13 novembre 1988 10ª giornata | Bisceglie | 1 – 1 | Teramo |  |

| 20 novembre 1988 11ª giornata | Martina | 0 – 0 | Teramo |  |

| 27 novembre 1988 12ª giornata | Teramo | 1 – 0 | San Marino |  |

| 4 dicembre 1988 13ª giornata | Ternana | 3 – 1 | Teramo |  |

| 11 dicembre 1988 14ª giornata | Teramo | 4 – 3 | Civitanovese |  |

| 18 dicembre 1988 15ª giornata | Fasano | 0 – 0 | Teramo |  |

| 31 dicembre 1988 16ª giornata | Teramo | 1 – 1 | Giulianova |  |

| 8 gennaio 1989 17ª giornata | Jesi | 2 – 0 | Teramo |  |

#### Girone di ritorno
| 15 gennaio 1989 18ª giornata | Teramo | 1 – 1 | Chieti |  |

| 22 gennaio 1989 19ª giornata | Fidelis Andria | 1 – 0 | Teramo |  |

| 5 febbraio 1989 20ª giornata | Teramo | 1 – 0 | Fano |  |

| 12 febbraio 1989 21ª giornata | Gubbio | 0 – 1 | Teramo |  |

| 19 febbraio 1989 22ª giornata | Teramo | 0 – 0 | Trani |  |

| 5 marzo 1989 23ª giornata | Potenza | 2 – 2 | Teramo |  |

| 12 marzo 1989 24ª giornata | Teramo | 0 – 1 | Celano |  |

| 19 marzo 1989 25ª giornata | Lanciano | 0 – 0 | Teramo |  |

| 25 marzo 1989 26ª giornata | Riccione | 1 – 0 | Teramo |  |

| 9 aprile 1989 27ª giornata | Teramo | 2 – 1 | Bisceglie |  |

| 16 aprile 1989 28ª giornata | Teramo | 1 – 2 | Martina |  |

| 23 aprile 1989 29ª giornata | San Marino | 0 – 1 | Teramo |  |

| 30 aprile 1989 30ª giornata | Teramo | 0 – 1 | Ternana |  |

| 14 maggio 1989 31ª giornata | Civitanovese | 0 – 0 | Teramo |  |

| 21 maggio 1989 32ª giornata | Teramo | 1 – 1 | Fasano |  |

| 28 maggio 1989 33ª giornata | Giulianova | 2 – 2 | Teramo |  |

| 4 giugno 1989 34ª giornata | Teramo | 1 – 2 | Jesi |  |